# 판도라: 조작된 낙원
《판도라: 조작된 낙원》은 2023년 3월 11일부터 2023년 4월 30일까지 방송되었던 tvN 토일 드라마였다.

## 기획 의도
누구나 부러워하는 인생을 사는 여성이 잃어버렸던 과거의 기억을 회복하면서 자신의 운명을 멋대로 조작한 세력을 응징하기 위해 펼치는 복수극

## 제작진

### 제작사
- 초록뱀미디어

### 제작
- 김상헌
- 최진욱

### 크리에이터
- 김순옥 : MBC 베스트 극장 《사랑에 대한 예의》(집필), MBC 베스트 극장 《아버지의 가을》(집필), MBC 일요 아침 드라마 《눈으로 말해요》(집필), MBC 베스트 극장 《바다 끝 물고기》(집필), MBC 베스트 극장 《겨울이 갈 때까지》(집필), MBC 베스트 극장 《천국에서 굽도다 붕어빵을》(집필), MBC 아침 드라마 《빙점》(집필), MBC 아침 드라마 《그래도 좋아!》(집필), SBS 일일 드라마 《아내의 유혹》(집필), SBS 월화 드라마 《천사의 유혹》(집필), SBS 주말 드라마 《웃어요, 엄마》(집필), SBS 주말 특별 기획 드라마 《다섯 손가락》(집필), SBS 일일 드라마 《가족의 탄생》(집필), MBC 주말 특별 기획 드라마 《왔다! 장보리》(집필), MBC 주말 특별 기획 드라마 《내 딸, 금사월》(집필), SBS 주말 특별 기획 드라마 《언니는 살아있다》(집필), SBS 수목 드라마 《황후의 품격》(집필), SBS 월화 드라마 《펜트하우스》(집필), SBS 금토 드라마 《펜트하우스 2》(집필), SBS 금요 드라마 《펜트하우스 3》(집필), SBS 금토 드라마 《7인의 탈출》(집필) 집필

### 극본
- 현지민

### 연출
- 최영훈 : SBS 일일 시트콤 《압구정 종갓집》(공동 연출), SBS 토요 시트콤 《달려라 고등어》(공동 연출), SBS 수목 드라마 《일지매》(조연출), SBS 수목 드라마 《산부인과》(공동 연출), SBS 아침 드라마 《장미의 전쟁》(연출), SBS 주말 특별 기획 드라마 《다섯 손가락》(연출), SBS 월화 드라마 《따뜻한 말 한마디》(연출), SBS 월화 드라마 《상류사회》(연출), SBS 주말 특별 기획 드라마 《끝에서 두번째 사랑》(연출), SBS 주말 특별 기획 드라마 《언니는 살아있다》(연출), SBS 월화 드라마 《굿캐스팅》(연출), SBS 금토 드라마 《원 더 우먼》(연출) 연출

## 등장 인물
- (†) 표시는 드라마 상에서 최종적으로 사망한 인물이다.

### 주요 인물
- 이지아 : 홍태라/오영/문하경 역 (아역 : 채린) - 재현의 아내, 지우의 어머니. 가족을 위해서라면 목숨도 아깝지 않은 여자.

재현을 만나기 전까지 태라의 삶은 벼랑 끝이었다. 프랑스에서 불의의 사고로 부모를 나란히 잃고, 사고 후유증으로 기억까지 잃었다. 유일한 가족인 언니, 유라와 여행 가이드를 시작했고 운명처럼 재현을 만났다. 나만을 사랑해주는 모든 걸 다 가진 남자. 그녀에게 더 이상 불행은 존재하지 않았다. 15년 전 기억이 깨어나기 전까진. 그날부터 미칠 듯한 두통과 함께 처음 보는 누군가의 기억이 머릿속을 헤집기 시작했다. 매일같이 자신을 괴롭히던 잔상 속 그 아이의 사진을 해수가 갖고 있다. 게다가 해수가 이상한 얘기를 한다. 그 아이가, 15년 전 해수 아버질 죽인 용의자라고?!! 확인해야겠다. 이 기억이 누구의 기억인지!!
- 이상윤 : 표재현 역 - 태라의 남편, 지우의 아버지. IT 기업 해치의 의장. 유력한 통일한국당 대통령 후보.

순위가 매겨지는 인생이 시작된 이후부터 정상은 늘 재현의 것이었다. 실력, 인성, 외모까지 부족한 것 없는 그를 모든 사람들이 좋아하고 인정했다. 홀어머니를 잃고, 대한민국 최고 의대에서 과학대학으로 편입해 도진, 성찬과 지금의 해치를 만들었고 태라의 기억을 찾아주기 위해 시작한 VR 연구는 스마트패치 발표회 성공까지 이어졌다. 그리고 그건 재현에게 새로운 목표의 세팅값이 됐다. 차기 대선후보!! 거칠 것 없는 삶에 사랑스런 와이프와 딸까지... 모든 것이 완벽한 인생이었다. 그런데 그 결정을 가장 축하해줄 사람, 사랑하는 태라가 불같이 화를 냈다. 단 한 번도, 재현의 결정을 반대한 적 없는 여자였다. 재현의 인생에 균열이 시작되고 있었다.
- 장희진 : 고해수 역 (아역 : 미상) - 도진의 아내, 레오의 어머니. TKB(통일한국방송) 아나운서(앵커). 금조그룹의 둘째 며느리이자 전 대통령의 외동 딸.

정곡을 찌르는 앵커 멘트와 연일 완판되는 사복패션으로 뉴스 시청률 폭등의 1등 공신. 자신감 넘치고 당당한 차가운 그녀를 두고 사람들은 뒤에서 수군댔다. "불쌍한 것" 해사한 미소로 모든 사람들에게 사랑받는 영애였던 그녀는 15년 전, 아버지를 잃었다. '고태선 대통령 저격사건'은 국민들에게도 충격이었고 그녀의 어머니 역시 그랬다. 2년 뒤, 그녀는 세상에 혼자 남았고, 암흑의 시간을 지나면서 결심했다. 세상이 포기해버린 아버지 사망사건을 재조사해서 범인을 꼭 내 손으로 잡겠다고!! 죽을힘으로 버텨 언론사 기자를 거쳐 뉴스 앵커로 TV 앞에 섰다. 아버지를 죽인 범인을 뉴스에서 내 입으로 밝힐 때까지 앵커 자리는 누구에게도 내 줄 수 없다 다짐하며. 그렇게 그녀는 아무도 몰래 마지막 생방송 뉴스를 준비하고 있었다.
- 박기웅 : 장도진 역 - 해수의 남편, 레오의 아버지. IT 기업 해치의 경영대표. 금조그룹 차남.

대한민국 공식 금수저. 원하는 것은 뭐든 가져야 했다. 그게 물건이든 사람이든. 그래서 재현과도 절친이 됐다. 그를 이 정도로 자극하는 쎈 놈은 형 외엔 처음이었으니까. 마음먹으면 뭐든 되는 인생에서 안 되는 건 단 하나, 고해수였다. 상처로 으르렁대며 악 밖에 남지 않은 해수였지만 미치도록 갖고 싶었고 자신 있었다. 해수를 위해서라면 모든 걸 다 해줬지만 정작 도진은 모르고 있었다. 그 시간들이 도진을 갉아먹고 있다는 걸. 스포트라이트를 받는 해수의 모습, 그 뒤에 있는 아픔은 모두 도진의 몫이었다. 도진은 지쳤다. 아니, 질렸다. 그래서 도망쳤다. 해수와의 약속을 깨버리고! 그리고서야 알게 됐다. 왜 아버지가 그렇게까지 이 결혼을 반대했는지를.아내 인 해수 몰래 유라 와 바람을폈다
- 봉태규 : 구성찬 역 - IT 기업 해치의 연구소장, 타운하우스의 마지막 멤버.

연구밖에 모르는 괴짜지만 실력만큼은 업계 최고. 모두가 인정하는 탑. 재현, 도진과 함께 '해치 삼총사'이자 타운하우스의 마지막 멤버다. 낯을 가리는 성격으로, 타운하우스 내 유일한 솔로지만 순정은 있다. 하지만 그도 몰랐다. 그 순정이 짓밟혔을 때, 자신이 어떤 본색을 드러내는지.

### 홍태라 주변 인물
- 한수연 : 홍유라 역 (†) - 태라의 양언니, 패션브랜드 'LAPIN'의 대표.

사고로 아무것도 기억하지 못하는 동생 태라에게 모든 초점을 맞춰 살았다. 처음 눈 뜬 아기새처럼 자신만을 믿고 따르는 동생에게 모든 걸 새롭게 알려주는 것이 그녀의 일이자 보람인 줄 알았다. 하지만 그녀에게도 사랑하는 남자가 생겼고, 내 가족이란 걸 만들고 싶어졌다. 더 이상 동생... 아니, 남을 위해 살고 싶지 않았다. 도진의 내연녀.

### 표재현 주변 인물
- 김시우 : 표지우 역 - 태라와 재현의 딸, 옆집 장레오의 베프.

천방지축, 호기심 대마왕에 알아주는 밀리터리 덕후다. 구김살 없는 밝은 성격으로, 천하에 재현도 지우에게는 백전백패다. 태라가 존재하는 이유이자 살아야할 목표다.

### 고해수 주변 인물
- 차광수 : 고태선 역 (†) - 해수의 아버지, 25대 대통령 당선자. 자영의 남편.

기획재정부 장관 출신으로, 올곧은 성품을 가졌다. 15년 전, 취임식장에서 저격당해 비운의 죽음을 맞이한 인물.
- 김수정 : 공자영 역 (†) - 해수의 어머니, 태선의 아내.

13년 전, 남편 고태선의 죽음 이후 우울증을 겪다 스스로 목숨을 끊었다.

### 장도진 주변 인물
- 김라온 : 장레오 역 - 해수와 도진의 아들, 옆집 표지우의 베프.

겉으로는 할아버지 성대모사를 하며 센 척하지만 속은 여리다. 지우와 달리 재벌 3세가 받을 수 있는 모든 최고급 교육을 다 받고 있지만, 레오의 꿈은 오직 하나. 엄마, 아빠가 지우네처럼 사이좋게 지내는 것뿐이다.

### 한울정신병원
- 심소영 : 김선덕 역 (†) - 한울정신병원 원장, 정신분석학계의 대모.

백발의 칼 단발. 하이톤의 웃음소리. 푸근한 미소 뒤로 묘한 기운을 풍기는 야심가. 한울정신병원 내에선 그녀의 말이 곧 법이다. 철저히 베일에 감춰진 별관을 급습한 침입자가 나타나기 전까진 그녀에게 실패란 없었다. 이제 때가 됐다. 혹시 몰라 준비해 둔 비장의 카드를 쓸 때가 된 거다.
- 공정환 : 조규태 역 - 한울정신병원 실장, 별관 특별병동의 관리자.

김선덕 원장의 오래된 수족. 조실장으로 불린다. 매서운 인상과 다부진 몸은 누가 봐도 경계대상이다. 별관에 갑자기 울린 비상벨처럼 별안간 나타난 그 아이를 없애야 한다. 15년 전의 내 실수를 김원장은 몰라야 하니까.

### 금조그룹
- 안내상 : 장금모 역 - 영휘의 남편, 금조그룹 회장.

범의 기세에 뱀의 지혜를 가진 외강내강형. 홀로 어린 아들을 키우던 금조제약의 외동딸 영휘와 결혼한 이후, 금조를 대한민국 최고의 그룹으로 키워낸 입지전적인 인물. 해수의 아버지인 고태선과는 오랜 벗이었다. 금조그룹을 위해서라면 못 할 것이 없다. 누굴 죽여서라도.
- 홍우진 : 장교진 역 - 도진의 형, 금조그룹 장남이자 후계자.

금수저 출신, 전국구 상위권의 명석한 두뇌, 가식 없는 인성. 삼박자를 고루 갖춘 사기캐로, 대한민국 최고 과학대학에서 천재로 불린 전설적인 인물. 재벌 2세의 악습이라고는 찾아볼 수 없고, 겸손하지만 쉽게 대할 수 없는 기운이 있다. 7년 전까지 재현, 도진, 성찬과 함께 어울리며 오프로드 산악오토바이 경주를 지녔다. 지금은 금조의 높은 성벽 안에 갇혀 숨겨진 진실을 찾고 있다.
- 견미리 : 민영휘 역 (†) - 금모의 아내, 교진과 도진의 어머니. 금조그룹 안주인.

차분하고 냉정한 안목으로 안살림을 직접 챙기는, 금조의 실세. 금조제약의 외동딸로 부유하게 자랐다. 금모와 재혼 이후 경영일선에서 물러났다. 말수는 적으나, 금조그룹과 자식들에 대한 애정이 뼛속까지 깊다. 불심이 깊은 금모의 뜻에 따라 마음이 쓸쓸할 때면 목음사를 찾는다. 영휘가 바라는 건 늘 딱 한 가지였고, 그걸 금모가 지켜줄 거라 믿었다.
- 성창훈 : 엄창배 역 - 장금모 회장의 비서실장, 장회장의 신뢰를 한 몸에 받는 인물.

20년, 그 긴 세월 동안 한 사람만을 위해 몸 바쳤지만 돌아오는 건 예상과 달랐다.
- 송아경 : 은연실 역 - 민영휘를 도와 금조의 안살림을 책임지는 집사, 다방면의 능력자로 영휘를 물심양면으로 돕는다.

### 그 외
- 정재성 : 한경록 역 - 한민당의 수장, 29대 대통령 후보자.

정치 9단에 능구렁이 같은 성격으로 탄탄한 지지층을 확보한 정치'꾼'. 표재현 영입에 실패한 이후 재현과는 완벽히 경쟁 관계로 돌아선다. 누구보다 빠르게 줄서고 민첩하게 손절하는 탓에, 혹자는 모사꾼이라 비난도 하지만 그는 정말 절실하다. 대통령, 그 세글자가.
- 권현빈 : 차필승 / 백오 / 문하준 역 (†) - 홍태라 담당 경호원, 태라의 친동생

태라를 전담 마크하기 위해 채용된 사설경호원, 어린 나이에도 불구하고 매서운 눈빛과 날렵한 움직임에 노련미가 있다. 속을 알 수 없는 완벽한 포커페이스지만, 태라한테만큼은 감정을 숨기기가 쉽지 않다.
- 고윤빈 : 양세진 / 수정 역 (†) - '해치'의 수석 연구원

특출난 능력으로 재현을 도와 해치의 성장을 이끌어왔다, 재현에 대한 충성도가 절대적이다.
- 허재호 : 오영국 역 - 표재현 선거캠프의 선거대책본부장

사리분별이 명확한 참모지만 꼼수도 가리지 않는 선거판의 여우
- 한강호 : 정위원장 역 - 표재현 선거캠프의 선거대책위원장
- 장원영 : 봉우리 역 - 표재현 선거캠프에서 태라 의상과 이미지를 담당하는 실장

화려한 의상과 튀는 액세서리를 즐겨하는 남자, 선거캠프의 텐션도 같이 책임진다.
- 안태환 : 박준호 역 - TKB 의 보도국 기자

해수의 신임을 받는 후배, 해수에 대한 감정이 남다르다.
- 고한민 : 송 피디 역 - TKB 보도국 PD

## 시청률
최저 시청률과 최고 시청률은 시청률 조사회사와 지역별로 시청률에 차이가 있을 수 있습니다.
| 2023년 | 2023년   | 2023년         | 2023년       | 2023년 |
| 회차   | 방송일   | AGB 시청률     | AGB 시청률   |        |
| 회차   | 방송일   | 대한민국(전국) | 서울(수도권) |        |
| ------ | -------- | -------------- | ------------ | ------ |
| 제1회  | 3월 11일 | 4.891%         | 6.024%       |        |
| 제2회  | 3월 12일 | 5.707%         | 5.635%       |        |
| 제3회  | 3월 18일 | 3.877%         | 4.076%       |        |
| 제4회  | 3월 19일 | 4.057%         | 3.810%       |        |
| 제5회  | 3월 25일 | 3.342%         | 3.891%       |        |
| 제6회  | 3월 26일 | 4.300%         | 4.460%       |        |
| 제7회  | 4월 1일  | 3.617%         | 3.891%       |        |
| 제8회  | 4월 2일  | 4.447%         | 4.608%       |        |
| 제9회  | 4월 8일  | 2.880%         | 3.289%       |        |
| 제10회 | 4월 9일  | 4.026%         | 4.170%       |        |
| 제11회 | 4월 15일 | 3.219%         | 3.379%       |        |
| 제12회 | 4월 16일 | 3.616%         | 3.645%       |        |
| 제13회 | 4월 22일 | 3.469%         | 3.645%       |        |
| 제14회 | 4월 23일 | 4.490%         | 4.307%       |        |
| 제15회 | 4월 29일 | 3.737%         | 3.948%       |        |
| 제16회 | 4월 30일 | 4.430%         | 4.378%       |        |

## 참고 사항
- 한수연, 안내상은 KBS 2TV 월화 드라마 《구르미 그린 달빛》 이후 7년 만에 재회하여 캐스팅 되었다.
- 최영훈 PD, 이상윤은 SBS 금토 드라마 《원 더 우먼》 이후 2년 만에 재회하여 캐스팅 되었다.
- 최영훈 PD, 안내상, 김순옥 작가는 SBS 주말 특별 기획 드라마 《언니는 살아있다》 이후 6년 만에 재회하여 합류하였다.
- 안내상, 김순옥 작가는 MBC 주말 특별 기획 드라마 《내 딸 금사월》 이후 8년 만에 재회하여 합류하였다.
- 김순옥 작가, 이지아, 봉태규는 SBS 금요 드라마 《펜트하우스 3》 이후 2년 만에 재회하여 합류하였다.
- 장희진, 이상윤은 KBS 2TV 수목 드라마 《공항 가는 길》 이후 7년 만에 재회하여 캐스팅 되었다.
- 장희진, 이지아는 SBS 주말 특별 기획 드라마 《세 번 결혼하는 여자》이후 10년 만에 재회하여 캐스팅 되었다.